# Heinz Pannwitz
Heinz Werner Walter Pannwitz (28. července 1911 Berlín – 8. srpna 1975 Ludwigsburg) byl německý kriminalista, člen NSDAP, SS, kriminální policie a později gestapa. Do českým dějin se zapsal hlavně jako hlavní vyšetřovatel atentátu na zastupujícího říšského protektora Reinharda Heydricha. Je autorem rozsáhlé zprávy o atentátu, tzv. Pannwitzovy zprávy.
V Paříži od roku 1943 velel kontrašpionážnímu komandu gestapa Rudá kapela (německy Sonderkommando Rote Kapelle), které mělo za úkol potlačit činnost Sověty podporované odbojové organizace se stejným jménem, Rudá kapela.
Na konci války se Pannwitz nechal zajmout francouzskou armádou, která jej následně vydala Sovětům. Po návratu do Německa napsal další dvě pojednání o atentátu na Heydricha, známá jako 2. a 3. Pannwitzova zpráva.

## Život
Pannwitz se narodil jako nemanželské dítě v Berlíně, Roku 1925 se přestěhoval s matkou do Magdeburgu, kde se úspěšně vyučil zámečníkem. Po zavedení povinné branné povinnosti roku 1935 se dobrovolně přihlásil k vojenské službě. Po propuštění z Wehrmachtu nastoupil následující rok na kriminální policii - Kripo (Kriminalpolizei). Mezi lety 1937 – 1939 pracoval u kriminální policie v Berlíně.

### Činnost v Protektorátu
Na vlastní žádost byl Pannwitz převelen do Prahy nejpozději v červenci 1939, nejdříve zde působil u německé kriminální policie, Kripa.  V září byla pražská úřadovna gestapa povýšena na řídící úřadovnu (Geheime Staatspolizeileitstelle) a bylo zapotřebí posílit personál. Ten se rekrutoval mimo jiné z pracovníků pražského Kripa, kteří byli členy NSDAP a SS. Pannwitz byl zařazen do II. oddělení, kde byl vedoucím dvou referátů, II G a II H. Referát II G se zabýval vyšetřováním atentátů, nelegálního držení zbraní, podvodných úředníků a ochranou vedoucích osob německého státního aparátu. Druhý referát pod Pannwitzovým vedením se zabýval nekomunistickou opozicí. Po atentátu na Heydricha byla v téže den ustanovena téměř stočlenná vyšetřovací komise, které byl Pannwitz vedoucím. Po skončení vyšetřování veškeré závěry shrnul v tzv. Pannwitzově zprávě. Za úspěšné vyšetřování byl povýšen na kriminálního radu.
Od listopadu 1942 strávil čtyři měsíce ve štábu zvláštního komanda ve Finsku, kde připravoval operaci na obsazení meteorologických stanic na Medvědím ostrově. Operoval z oblasti Ladožského jezera, odkud vedl i výpady na zamezení zásobování obléhaného Leningradu.

### Převelení do Paříže
Na začátku roku 1943 byl Pannwitz převelen do Berlína, kde fungoval po sedm měsíců, dle Bertona studoval spisy o Rudé kapele, Sověty podporované odbojové skupině. V srpnu téhož roku se Pannwitz stal vedoucím kontrašpionážního komanda gestapa Rudá kapela (německy Sonderkommando Rote Kapelle), které mělo za úkol potlačit vliv Rudé kapely ve Francii.

### Vězení v Sovětském svazu a návrat do Německa
V květnu 1945 se Pannwitz společně se svými dvěma podřízenými, sekretářkou Elenou Kempovou a radistou Hermannem Stlukou, nechal zajmout Francouzi v okupovaném Rakousku, ve městě Bludenz. Skupina byla následně předána sovětským úřadům a dopravena do Moskvy v červnu 1945.
Přestože se Pannwitz nabídl ke spolupráci, byl on i jeho podřízení odsouzeni k vězení v pracovních táborech. Pannwitz na 25 let, sekretářka Kempová 20 let a radista Stluka 15 let. Po věznění v Lubjance a na Sibiři byl předčasně propuštěn a roku 1955 se vrací do Německa. Tam se usídlil v Ludwigsburgu, ve městě, kde shodou okolností probíhalo rozsáhlé vyšetřování atentátu na Heydricha. Pannwitz byl opakovaně vyslýchán, za válečné zločiny spáchané na území protektorátu nebyl potrestán. Zemřel 8. srpna 1975 v Ludwigsburgu.